# 강진청자축제
강진청자축제는 전남 강진군에서 강진군 향토축제위원회가 주관하여 개최되는 도자기문화 예술축제이다. 강진청자축제에서는 화목가마 불지피기, 청자빚기 체험, 고려청자 유물특별전, 고려왕실 행사 퍼레이드 등 다양한 체험행사와 공연을 즐길 수 있다. 1996년부터 2018년까지 대표축제 2회, 국가지정 집중육성축제 5회, 최우수축제 15회로 선정되었다. 또한 축제 중 가장 많은 국비지원금을 받은 축제이다. 강진청자축제는 고등학교 교과서, 중학교교과서에 수록되기도 하였으며 우리나라를 대표하는 문화축제로 알려져있다.

## 강진에서의 청자 역사
우리나라는 8세기에서 9세기경 청자 생산이 시작되었다. 이 시기에 강진에서는 20km 떨어진 청해진에서 중국과의 무역을 활발히 전개한 장보고의 영향을 받아 강진군 대구면 용운리에서 생산을 시작했다. 강진에서 생산을 시작하여 14C 쇠퇴기까지 고려 500년 동안 집단적으로 청자를 생산하였다. 우리나라 국보와 보물급 청자 중 80%가 강진에서 만들어진 것이다. 지금까지 발견되었던 400여기의 옛 가마터 중 200여기의 가마터가 강진에 현존하고 있는 만큼 강진은 청자의 집산지이다. 강진이 이와 같은 청자문화를 꽃피울 수 있었던 것은 해상교통의 발달과 태토, 연료, 수질, 기후 등이 다른 지방에 비해 적합하였기 때문이다.